# DVD-издания «Южного Парка»
В данной статье приводится информация и краткое описание изданий на DVD сериала «South Park». Впервые сериал был издан между 2000 и 2001 гг. в Европе (на настоящий момент это единственные издания для региона 2). Начиная с 2002 г., сериал начинает издаваться в США; в октябре 2007 года Paramount Home Entertainment объявили о начале выпуска сезонов в Австралии.
Европейские DVD-сеты с сериалом включают по четыре диска каждый (за исключением первого сезона с 3 дисками). На всех сетах, изданных в США, по 3 диска. Европейские сеты не включают никаких бонус-материалов.

## Сезон 1
Бокс-сет с эпизодами 1 сезона сериала вышел в Европе 7 мая 2001 г. 12 ноября 2002 г. сериал был издан в США и Канаде компанией Warner Bros. и переиздан 29 июля 2004 г. компанией Paramount Home Entertainment с долби-стерео английским звуком, а также возможностью выбора английских, испанских или французских субтитров. На сетах обоих регионов присутствовали короткие шуточные «предисловия» к каждому эпизоду Трея Паркера и Мэтта Стоуна.
Диск 1
- Cartman Gets an Anal Probe
- Weight Gain 4000
- Volcano
- Big Gay Al's Big Gay Boat Ride

Диск 2
- An Elephant Makes Love to a Pig
- Death
- Pinkeye
- Starvin' Marvin

Диск 3
- Mr. Hankey, the Christmas Poo
- Damien
- Tom's Rhinoplasty
- Mecha-Streisand
- Cartman's Mom Is a Dirty Slut

Бонус-материалы
- Музыкальное видео: Эрик Картман — O Holy Night
- Музыкальное видео: Нед Герблански — O Little Town of Bethlehem
- Оригинальные телевизионные проморолики
- Специальный ролик «A South Park Thanksgiving» (ранее был показан в программе The Tonight Show с Джеем Лено)
- Ролик с главными героями на CableACE Awards 1997 г.

Аудиокомментарии
Для каждого эпизода Паркером и Стоуном были записаны длинные аудиокомментарии, однако в мини-комментариях к последующим сезонам упоминалось, что они считают их низкокачественными. Эти комментарии продаются отдельно на CD на официальном сайте сериала.

## Сезон 2
Бокс-сет с эпизодами 2 сезона сериала выпущен в Европе 16 апреля 2001 г. компанией Warner Vision International без каких-либо дополнительных материалов. Паркер и Стоун занимались комментариями к 3 сезону и сказали, что, хотя считают эпизоды 2 сезона удачными, не знают, что особенного можно вспомнить о процессе их создания. 3 июня 2003 г. сериал был издан в США компанией Warner Bros. и переиздан вместе с первым сезоном 29 июля 2004 г. Выбор языков и субтитров аналогичен таковому на дисках с 1 сезоном. Несмотря на то, что второй сезон стал единственным, изданным без комментариев создателей, к большей части серий присутствовали «предисловия» Паркера и Стоуна.
Диск 1
- Terrance and Phillip in Not Without My Anus
- Cartman's Mom Is Still a Dirty Slut
- Chickenlover
- Ike's Wee Wee
- Conjoined Fetus Lady
- The Mexican Staring Frog of Southern Sri Lanka

Диск 2
- City On The Edge Of Forever
- Summer Sucks
- Chef's Salty Chocolate Balls
- Chickenpox
- Roger Ebert Should Lay Off the Fatty Foods
- Clubhouses

Диск 3
- Cow Days
- Chef Aid
- Spookyfish
- Merry Christmas Charlie Manson!
- Gnomes
- Prehistoric Ice Man

Бонус-материалы
- Документальный фильм «Goin' Down To South Park»
- Видеоклип: Шеф — Chocolate Salty Balls

Бонус-диск
На сайте Best Buy продаётся эксклюзивный вариант бокс-сета 2 сезона. Лимитированное издание включает невыпущенную версию пилотного эпизода «Картман и анальный зонд».

## Сезон 3
Бокс-сет с эпизодами 3 сезона выпущен в Европе 18 июня 2001 года компанией Warner Vision International без каких-либо дополнительных материалов и 16 декабря 2003 года в США компанией Paramount Home Entertainment (причём компанией Warner Bros. релиз в этот раз так и не был осуществлён). Также третий сезон был переиздан компанией Paramount Home Entertainment для региона 2 22 октября 2007 года. На релизе отсутствуют субтритры и присутствуют звуковые дорожки — английская в Dolby стерео, испанская в моно, французская в Dolby стерео, а также присутствуют мини-комментарии от Паркера и Стоуна, длящиеся от трёх до пяти минут, к каждой серии.
Диск 1
- Rainforest Schmainforest
- Spontaneous Combustion
- The Succubus
- Jakovasaurs
- Tweek vs. Craig
- Sexual Harassment Panda

Диск 2
- Cat Orgy
- Two Guys Naked in a Hot Tub
- Jewbilee
- Korn's Groovy Pirate Ghost Mystery
- Chinpokomon
- Hooked on Monkey Phonics

Диск 3
- Starvin' Marvin in Space
- The Red Badge of Gayness
- Mr. Hankey’s Christmas Classics
- Are You There God? It's Me, Jesus
- World Wide Recorder Concert

Бонус-материалы
За исключением аудиокомментариев, к бокс-сету третьего сезона не прилагается дополнительных материалов, за исключением «Quickies» Comedy Central — это короткие рекламные превью к «South Park» и другим шоу канала, включая Reno 911! и Chapelle's Show.

## Саут-Парк: большой, длинный и необрезанный
Полнометражный фильм к сериалу, Саут-Парк: Большой, длинный и необрезанный, также был выпущен на DVD. Сами диски не содержат изображений на обеих сторонах, название фильма на них написано по кругу в центре.
Языки
На DVD присутствуют аудиодорожки на английском и французском и субтитры на обоих этих языках.
Бонус-материалы
- Трейлер 1
- Трейлер 2
- Тизер-трейлер

## Сезон 4
Бокс-сет с эпизодами 4 сезона был выпущен 29 июня 2004 года — в тот же день, когда 1-2 сезоны были переизданы Paramount Home Entertainment в США. Вскоре сет вышел и в Канаде. К эпизодам 4 сезона также прилагались мини-комментарии Паркера и Стоуна, но отсутствовали французская и испанская дорожки (осталась только английская в Dolby-стерео).
Диск 1
- The Tooth Fairy Tats 2000
- Cartman's Silly Hate Crime 2000
- Timmy 2000
- Quintuplets 2000
- Cartman Joins NAMBLA
- Cherokee Hair Tampons

Диск 2
- Chef Goes Nanners
- Something You Can Do With Your Finger
- Do the Handicapped Go to Hell?
- Probably
- 4th Grade
- Trapper Keeper

Диск 3
- Helen Keller! The Musical
- Pip
- Fat Camp
- The Wacky Molestation Adventure
- A Very Crappy Christmas

Бонус-материалы
Включены бонусы такого же рода, как на бокс-сете третьего сезона, за исключением некоторых DVD-превью, которые были включены на первый диск.

## Сезон 5
Бокс-сет с эпизодами 5 сезона был выпущен 22 февраля 2005 года; аудиоопции аналогичны изданию 4 сезона, также присутствуют мини-комментарии Паркера и Стоуна. 22 октября 2007 года пятый сезон был издан в Великобритании.
Диск 1
- It Hits The Fan
- Cripple Fight
- Super Best Friends
- Scott Tenorman Must Die
- Terrance and Phillip: Behind The Blow

Диск 2
- Cartmanland
- Proper Condom Use
- Towelie
- Osama Bin Laden Has Farty Pants
- How to Eat with Your Butt

Диск 3
- The Entity
- Here Comes the Neighborhood
- Kenny Dies
- Butters' Very Own Episode

Бонус-материалы
DVD-превью и «Quickies» Comedy Central, большей частью включённые на первый диск.

## Сезон 6
Бокс-сет с эпизодами 6 сезона был выпущен 11 октября 2005 года; аудиоопции аналогичны изданию 5 сезона, также присутствуют мини-комментарии Паркера и Стоуна. Если снять бокс со всеми DVD, на внутренней обложке Баттерс изображён в виде профессора Хаоса. Согласно сайту Amazon, шестой сезон будет издан в Великобритании 3 марта 2008 года.
Диск 1
- Jared Has Aides
- Asspen
- Freak Strike
- Fun With Veal
- The New Terrance and Phillip Movie Trailer
- Professor Chaos

Диск 2
- Simpsons Already Did It
- Red Hot Catholic Love
- Free Hat
- Bebe's Boobs Destroy Society
- Child Abduction Is Not Funny

Диск 3
- A Ladder To Heaven
- The Return of the Fellowship of the Ring to the Two Towers
- The Death Camp of Tolerance
- The Biggest Douche In The Universe
- My Future Self n' Me
- Red Sleigh Down

Бонус-материалы
DVD-превью и «Quickies» Comedy Central, большей частью включённые на первый диск.

## Сезон 7
Бокс-сет с эпизодами 7 сезона был выпущен 21 марта 2006 года; здесь также присутствуют мини-комментарии Паркера и Стоуна. В отличие от боксов 1-6 сезонов, в диджипаке 7 сезона есть дыра, поэтому, когда он снят, она выглядит просто как дыра; если её надеть, сквозь неё становятся видны Стэн, Кайл и Кенни. (Это первый из боксов, на котором не изображён Картман).
Диск 1
- Cancelled
- Krazy Kripples
- Toilet Paper
- I'm A Little Bit Country
- Fat Butt and Pancake Head

Диск 2
- Lil' Crime Stoppers
- Red Man's Greed
- South Park Is Gay!
- Christian Rock Hard
- Grey Dawn

Диск 3
- Casa Bonita
- All About the Mormons?
- Butt Out
- Raisins
- It's Christmas in Canada

Оформление дисков
Ещё одним отличием от предыдущих изданий является оформление дисков: если в каждом из предыдущих бокс-сетов на дисках было изображено по одному персонажу:
- 1 сезон — Кенни
- 2 сезон — Картман
- 3 сезон — Стэн
- 4 сезон — Тимми
- 5 сезон — Кайл
- 6 сезон — Баттерс;

то здесь на первом диске изображён Картман, на втором — Кенни и на третьем — Стэн.

## Сезон 8
Бокс-сет с эпизодами 8 сезона был выпущен 29 августа 2006 года; здесь также присутствуют мини-комментарии Паркера и Стоуна. На картонном футляре бокс-сета изображены мальчики в костюмах ниндзя (из эпизода 801); на диджипаке они изображены в аниме-стиле.
Диск 1
- Good Times with Weapons
- Up the Down Steroid
- The Passion of the Jew
- You Got F'd in the A
- AWESOM-O

Диск 2
- The Jeffersons
- Goobacks
- Douche and Turd
- Something Wal-Mart This Way Comes
- Pre-School

Диск 3
- Quest for Ratings
- Stupid Spoiled Whore Video Playset
- Cartman's Incredible Gift
- Woodland Critter Christmas

Оформление дисков
На каждом диске изображены яркие персонажи из какого-либо эпизода с этого диска: на диске 1 — ШИКАРН-О и Баттерс (эпизод 802), на диске 2 — Клизма и Дерьмо (эпизод 808), на диске 3 — Стэн с лесными тварями (эпизод 814).

## Сезон 9
Бокс-сет с эпизодами 9 сезона был выпущен 6 марта 2007 года; на нём также присутствуют мини-комментарии Паркера и Стоуна.
Диск 1
- Mr. Garrison's Fancy New Vagina
- Die Hippie, Die
- Wing
- Best Friends Forever
- The Losing Edge

Диск 2
- The Death of Eric Cartman
- Erection Day
- Two Days Before the Day After Tomorrow
- Marjorine
- Follow that Egg!

Диск 3
- Ginger Kids
- Trapped in the Closet
- Free Willzyx
- Bloody Mary

## Сезон 10
Бокс-сет с эпизодами 10 сезона был выпущен 21 августа 2007 года; на нём также присутствуют мини-комментарии Паркера и Стоуна. В дополнение к дискам с эпизодами в коробке присутствовала Демоверсия на 14 дней игры World of Warcraft.
Диск 1
- The Return of Chef
- Smug Alert!
- Cartoon Wars Part I
- Cartoon Wars Part II
- A Million Little Fibers

Диск 2
- ManBearPig
- Tsst
- Make Love, Not Warcraft
- Mystery of the Urinal Deuce
- Miss Teacher Bangs a Boy

Диск 3
- Hell on Earth 2006
- Go God Go
- Go God Go XII
- Stanley's Cup

## Imaginationland: The Movie
Двухдисковый DVD-сет был выпущен 11 марта 2008 года. На него вошли полные и без цензуры версии трилогии «Imaginationland» из 11 сезона сериала:
- Imaginationland
- Imaginationland Episode II
- Imaginationland Episode III

В качестве бонуса на диск вошли эпизоды:
- Woodland Critter Christmas
- ManBearPig

## Сезон 11
Бокс-сет с эпизодами 11 сезона был выпущен 12 августа 2008 года.
Диск 1
With Apologies to Jesse Jackson
Cartman Sucks
Lice Capades
The Snuke
Fantastic Easter Special
Диск 2
D-Yikes!
Night of the Living Homeless
Le Petit Tourette
More Crap
Imaginationland
Диск 3
Imaginationland Episode II
Imaginationland Episode III
Guitar Queer-o
The List

## The Hits: Volume 1
К десятилетию шоу Comedy Central Home Entertainment выпустило специальный DVD South Park The Hits: Volume 1 (рус. Южный Парк: Хиты: Часть 1). На диск вошли 10 любимых эпизодов Стоуна и Паркера (с новыми специальными мини-комментариями), 4 выбранными фэнами эпизода и (впервые на DVD) короткометражка «Дух Рождества».

### Эпизоды
- AWESOM-O
- Best Friends Forever
- Casa Bonita
- Good Times with Weapons
- Red Hot Catholic Love
- The Return of the Lord of the Rings to the Two Towers
- Scott Tenorman Must Die
- Stupid Spoiled Whore Video Playset
- Towelie
- Trapped in the Closet

Четыре выбранных фанатами эпизода:
- It Hits the Fan
- Timmy 2000
- Fat Butt and Pancake Head
- The Death Camp of Tolerance

### Оформление дисков
Это — первые DVD сериала, для которых Comedy Central решили ограничиться простейшим оформлением. На каждом диске просто написано «South Park: The Hits Volume 1»; также на каждом изображён тот или иной персонаж сериала.

## Christmas Time in South Park
DVD-релиз с Рождественской тематикой был выпущен 13 ноября 2007 года. Это двухдисковый диджипак с золотым корешком, отсылающим к оформлению серии детских книг Golden Book. На диск вошли эпизоды:
- Mr. Hankey, the Christmas Poo
- Merry Christmas Charlie Manson!
- Mr. Hankey's Christmas Classics
- A Very Crappy Christmas
- Red Sleigh Down
- It's Christmas in Canada
- Woodland Critter Christmas

## Другие издания

### Изданные Rhino Home Video
- Volume 1: Cartman Gets an Anal Probe, Volcano, Weight Gain 4000, Big Gay Al's Big Gay Boat Ride
- Volume 2: An Elephant Makes Love to a Pig, Death, Pink Eye, Damien
- Volume 3: Starvin' Marvin, Tom's Rhinoplasty, Mr. Hankey, the Christmas Poo, Mecha-Streisand
- Volume 4: Cartman's Mom Is a Dirty Slut, Cartman's Mom Is Still a Dirty Slut, Chickenlover, Ike's Wee Wee
- Volume 5: Conjoined Fetus Lady, The Mexican Staring Frog of Southern Sri Lanka, City on the Edge of Forever, Summer Sucks
- Volume 6: Chef's Salty Chocolate Balls, Chickenpox, Roger Ebert Should Lay Off the Fatty Foods, Clubhouses
- Terrance & Phillip: Not Without My Anus
- Ghouls, Ghosts, And Underpants Gnomes: Korn's Groovy Pirate Ghost Mystery, Spookyfish, Gnomes, Trapper Keeper
- Christmas In South Park: Mr. Hankey's Christmas Classics, Merry Christmas Charlie Manson!, Chinpokomon
- The Chef Experience: Chef Aid, The Succubus, Rainforest Schmainforest
- Winter Wonderland: A Very Crappy Christmas, Are You There God? It's Me, Jesus, Cartman's Silly Hate Crime 2000, Something You Can Do With Your Finger
- Insults To Injuries: It Hits The Fan, Cripple Fight, Proper Condom Use, Scott Tenorman Must Die
- Timmy!: Timmy 2000, 4th Grade, Helen Keller! The Musical, The Tooth Fairy Tats 2000

### Изданные Comedy Central
- The Passion of the Jew: The Passion of the Jew, Red Hot Catholic Love, Christian Rock Hard
- When Technology Attacks: Best Friends Forever, Cancelled, Simpsons Already Did It, Towelie, Trapper Keeper

### DVD Recorder
- A Collection of Funny Episodes: The Return of Chef, Cartman Gets an Anal Probe, Wing, Towelie, Trapped in the Closet

### Разное
- «Good Times With Weapons» в специальном качестве (см. статью)